# 중화인민공화국의 교통
중화인민공화국의 교통은 1949년부터, 특히 1980년대 초반부터 크게 발전하였다. 공항, 도로, 철도 건설은 2010년대에 대규모 일자리를 창출할 것으로 기대된다.
운송 수단으로서 중요한 철도는 20세기 중반 이래 2배의 길이로 늘어났고, 전국을 잇고 있다. 주요 대도시들은 전철 시스템을 운영 또는 건설중이거나 계획 단계에 있다. 고속도로와 도로 체계도 급속히 성장하였고 그 결과 중국 전역에서 자동차도 급속히 증가하였다. 중국의 교통 체계는 방대한 국토에 걸쳐 넓은 교통 교차점의 네트워크로 구성되어 있으나, 교차점들은 비교적 경제적으로 발달한 해안 지대와 주요 강을 따라 발달한 도시들에 집중되어 있다. 중국 교통 기반시설의 물적 상황과 그 이용 실태는 지리에 따라 매우 다양한 모습을 보여준다. 시골 지역에서는 아직도 비기계적인 운송 수단에 크게 의존하고 있는 반면, 상하이와 푸동 국제공항을 연결하는 자기부상열차도 건설되었다. 중국은 역사적으로, 각지의 도로, 수로를 정비하였을 뿐만 아니라, 진시황제의 고대 도로, 수나라의 대운하, 당나라의 실크로드, 명나라 정화에 의한 해로 원정 등, 세계 역사상 유명한 교통의 정비와 확보를 행해 왔다. 티베트의 말과 중국의 녹차를 주로 교환한 것에서 유래한 전통적인 차마고도 (윈난 성 ~ 티베트)도 지금은 국도와 고속도로, 티베트 철도로 대체되어, 이제는 관광객들이 일부 이용할 뿐이다. 현재 중국의 교통 체계의 상당수는 1949년 중화인민공화국 성립 이후에 만들어진 것이다. 중국은 현재 교통 인프라의 업그레이드를 광범위하게 진행하고 있는 중이다. 최근까지, 중국의 경제는 인프라 개발 부족에 불구하고, 교통 인프라를 개발할 여력이 부족했었다. 그러나 이제 중국 정부는 경제를 지속적으로 발전시키기 위해서는 물자를 수송하고 사람을 이동시키기 위한 효과적인 시스템이 필요하다는 것을 깨닫기 시작하였다. 세계 은행의 1990년대 중반 자료에 따르면, 중국의 열악한 교통 인프라로 인하여 손실되는 물류량이 중국 GDP의 1%에 달하는 것으로 나타났다.
중국의 물류 비용은 생산 원가의 20%로서 미국의 10%, 기타 선진국의 5%와 크게 대비된다. 중국의 항구는 수로의 이용을 위해 크게 개선되고 있으며 공항 설비도 향상되고 있다. 건설 장비, 엔지니어링, 콘테이너 보안, 전자산업, 안전 도구와 같은 교통 관련 산업도 빠르게 성장하고 있다.
중국의 교통은 교통운수부(交通运输部), 철도부, 중국민용항공총국이 관할하고 있다. 다만 이들 기관은 홍콩과 마카오에는 관할권이 없다. 홍콩은 홍콩 운수서(Transport Department)가, 마카오는 토지· 인프라·교통국(Land, Public works and Transport Bureau)이 각각 관할한다.
철도는 동북지구와 북부에 편재해 있다. 철도는 중국에 있어서 현대 운수의 근간을 이룬다. 중국 철도의 총 길이는 2009년에 86,000km로 연장되었다. 철도 밀도는 89.6km/10,000km2로, 이웃한 대한민국에 비하여 0.29배에 불과하다. 여객 수송은 연간 215억명/km, 철도선은 60여개를 헤아리고, 수송량은 전수송량의 85%에 이르고 있다. 새로운 도로의 적극적인 건설로 1978년에는 자동차의 통행이 가능한 도로의 총연장이 89만km에 이르렀다. 항공 교통이 1990년대 말부터 비약적으로 발전하기 시작했지만, 철도 교통은 여전히 가장 이용객이 많은 교통 수단이다. 1990년부터 시작된 정부의 노력으로 중국의 고속도로는 2009년 현재 65,000km를 넘는다. 이것은 길이 기준으로, 미국에 이어 세계 2위를 자랑하는 수치이다.
1,200여개의 하천은 예로부터 가장 중요한 교통로로 이용되고 경제적 동맥이 되어 왔으며, 특히 장강은 중요한 역할을 해왔다. 예부터 중국에서 남선북마(南船北馬)라 일컬은 것은 장강 수계가 차지하는 경제적 의의를 설명하는 것이다. 수나라 때부터 화중의 농산물을 화북으로 운송할 목적으로 건설된 대운하는 현재는 국부적으로 이용될 뿐이고, 남북간의 물자 수송은 경한선·진포선 등의 철도로 하고 있다. 주강, 쑹화강도 주요한 하천이다.
1956년 중국의 민간항공로의 총 연장은 1만7,194km였다. 베이징을 중심으로 모스크바, 평양, 하노이, 양곤, 울란바토르 등지에 정기항로가 개설되어 있고 국내 주요도시를 연결하는 항공망도 정비되어 있다.영토가 광대한 중국에서는 항공 발전은 큰 의미를 가진다. 예컨대 철도편으로 10~15일이 소요되는 베이징 우루무치간의 거리는 항공로로 8~10시간이면 갈 수 있다. 중국과 대한민국 사이에는 대한항공이 중국 내 20개 도시에서 26개 노선을, 아시아나 항공은 22개 도시 30개 노선을 각각 운항 중이다. 2010년 8월, 대한항공은 83%, 아시아나항공은 83.6%의 탑승율을 기록했다. 8월 한달 동안, 각각 35만2천명과 29만4천명의 탑승객을 운송하였다

## 철도 교통
중국에서 철도는 주요한 교통 수단이다. 세계 철도 교통량의 24%를 중국이 차지한다. 중국의 철도 시스템은 중국 경제에 큰 역할을 하고 있다. 중국의 철도는 중화인민공화국 철도부의 관할하에 운영하고 있으며, 주로 장거리 운송 수단으로 이용되고 있다. 중국의 철도는 대부분 중국 국철로 도시 가 연결되고 있다. 그 밖에 시가 운영하는 지하철이나 신교통 시스템 등의 도시 내 교통기관이나 산업 목적의 특수 철도 등이 존재하고 있다. 국영 철도 시스템은 현대화가 진행 중이고 빠르게 확장되고 있으며 기존의 노선도 제한적이나마 효율적으로 운영되고 있다. 1950년 이전에 중국의 철도의 총 길이는 21,800km에 불과하였으나, 1987년 58,000km로 늘어났다. 2002년 기준, 표준궤(1,435 mm) 노선이 71,898 km(이 중 18,115 km가 전철화됨)이었고, 지방의 산업 노선에 쓰이는 1,000 mm 협궤와 750 mm협궤가 도합 3,600 km이었다. 여기에는 23,945 km의 이중궤가 포함되지 않은 수치이다. 또한 2002년 기준 23,058 km가 복선화되어 복선율은 38.7%이었다. 2009년에는 86,000km로 연장되었다. 철도 밀도는 89.6km/10,000km2(2009년)로, 이웃한 대한민국에 비하여 0.29배에 불과하다. 2004년, 중국 국철이 소유한 기관차는 총 15,456대이다. 최근 기관차 보유 목록에도 증기 기관차 100대가 포함되어 있으나 그것은 1999년에 마지막으로 제작된 것으로 관광용으로 사용되고 있고, 상업 목적으로는 사용이 중단되었다. 나머지 기관차들은 디젤 또는 전기 기관차이다. 이 밖에 지방 철도 회사가 352대, 합작투자 철도 회사가 604대를 소유하고 있다. 국영 철도 화물차는 520,101대, 객차는 39,766대가 있다. 여객 수송량은 연간 215억명×km(1987년)이고, 철도선은 60여개를 헤아리고, 수송량은 전수송량의 85%에 이르고 있다. 중국에서는 1949년에 중화인민공화국이 성립되자 전쟁으로 파괴된 철도노선의 복구작업과 새로운 철도노선 건설에 대한 계획이 정력적으로 추진되었다. 1957년 이후로는 중국·소련 기술진의 협력에 의하여 소련·몽골·베트남·북한 등과의 국제선 건설도 진행되었다. 그 중에서도 베이징-모스크바 사이 약 9,000km는 세계에서 가장 긴 국제철도이다. 중국의 쿤밍과 하노이 사이에는 이중궤(1000mm 및 1435mm) 철로로 연결되어 있다. 이 노선은 베트남 전쟁 때 중요한 역할을 하였다.

## 하천 교통
현재 항운(航運)에 이용되는 하천은 약 1,200개로 항정(航程)의 총연장은 15만 km이다. 이 중 기선의 통행이 가능한 거리는 약 3만 km이다. 장강, 주강, 쑹화강, 대운하가 주요 하천이다.

### 장강
항정이 지류를 포함해서 전국 내륙수운의 40%를 차지하는 중국 중부의 동서를 잇는 대동맥, 본류(本流)의 항정은 쓰촨성 이빈에서 상하이 바오산 간이 2,800km이다. 우한 이동(以東)은 연중 5,000t 이하, 이창 이동은 3,000t 이하, 충칭 이동은 1,000t 이하의 기선의 항행이 가능하다. 또 이빈 이동에서는 천수기선(淺水汽船)의 항행도 가능하며 강물이 풍부한 시기에는 1만 t급 선박이 우한까지 소항(溯航)할 수도 있다.

### 주강
주강은 화물수송에 있어 장강 다음가는 중국 제2의 내륙수도이다. 본류는 바이써 이동(以東)은 기선이 통항할 수 있으며 지류의 대부분도 기선 또는 범선의 통과가 가능하다.

### 쑹화강
북부에 위치하기 때문에 결빙하나 결빙기가 헤이룽장강에 비해 짧으므로 항행가치는 본류에 비해 더 높다. 하얼빈이 기선 항행의 중심이며, 강물이 풍부한 시기에는 지린(吉林) 부근까지의 소항이 가능하다. 이 수로(水路)의 결점은 연간 5개월간이나 결빙하는 데 있다.

### 대운하
대운하는 베이징과 항저우를 잇는 운하이다. 베이징-항저우 대운하라고도 한다. 고대의 운하로 일부는 기원전 5세기에 만들어진 곳도 있다. 대체로 진푸선과 병행해서 달리고 있다. 수나라의 대운하의 전통을 이어받은 것이지만 그 도정은 동일하지 않다.

## 지역별 교통

### 간쑤성
항일전쟁이 끝나기 전인 1945년, 룽하이 철로가 톈수이까지 개통되었다. 1952년에는 톈수이에서 란저우에 이르는 톈란철도(天兰铁路)가 개통되었고, 1956년에는 란저우에서 신장 위구르 자치구의 우루무치에 이르는 길이 1903km의 란신 철로(兰新铁路)가 개통되었다. 이러한 철도 구간은 룽하이 철로의 서쪽 끝인 롄윈강에서 유럽의 런던을 잇는 유라시아 대륙의 다리로써의 중요한 구성부분이 되었다. 고속도로는 간쑤성을 남북으로 관통한다. 둔황 공항이 준공됨으로써 여행객들은 베이징에서 비행기로 직접 둔황까지 갈 수 있게 되었다.

### 랴오닝성
랴오닝성은 교통이 매우 발달한 도시로서 철도·고속도로· 항공· 해운 등 종합적인 교통 인프라를 구축하고 있다. 랴오닝성은 철도망이 매우 발달해 있으며, 전국 최고의 철도 밀도와 화물 운송량을 자랑한다. 창다(长大:长春-大连)·선단(沈丹:沈阳-丹東)·선산(沈山:沈阳-山海关)·선지(沈吉:沈阳-吉林)등 57개의 지선·간선 철도가 각지를 연결하고 있다. 선다 고속공로는 북쪽의 선양에서 남쪽의 다롄을 이어주는 현재 중국에서 가장 긴 고속도로이다. 전 구간이 공업도시인 선양, 랴오양, 안산, 잉커우, 다롄을 지나고, 다롄 항(大连港), 잉커우 항(营口港) 등을 연결하는 동북지역의 중요한 운송수단이다. 랴오닝성의 주요항구로는 다롄·잉커우·단둥·진저우·후루다오 등이 있고 항구를 통한 해운 교통이 편리하다. 특히 다롄 항은 중국 북방 최대의 항구이다. 내륙 해운에는 랴오허를 이용한다. 선양·다롄·안산·단둥·차오양 등지에 공항이 있으며, 주요 공항으로는 국제선인 선양 타오셴 국제공항·다롄 저우수이즈 국제공항과 국내선인 둥타 공항(东塔机场)등이 있다. 1994년에 서울-다롄간 직항로가 계설되었다.

## 홍콩의 교통
홍콩 교통은 공공교통・일반교통을 포함하여 매우 발전되어있으며 고도로 복잡하고 정교한 교통 네트워크를 가지고 있다. 옥토퍼스 카드는 선불충전식카드로 지하철, 철도, 버스, 미니버스, 스타페리 등 대부분의 교통수단에서 사용가능하다.  이 카드는 가방이나 지갑에서 꺼낼 필요없이 단자에 갖다대기만 하면 된다. 또한 이 카드는 편의점에서나 자판기에서도 사용가능하다.